# Tonyosynthemis ofarrelli
Tonyosynthemis ofarrelli – gatunek ważki z rodziny Synthemistidae.